# Ghiacciaio Moffett
Il Ghiacciaio Moffett (in lingua inglese:Moffett Glacier) è un ghiacciaio tributario antartico, lungo 24 km, che fluisce verso est dal Rawson Plateau per entrare nel Ghiacciaio Amundsen subito a sud del Monte Benjamin, nei Monti della Regina Maud, in Antartide.
Fu scoperto dall'esploratore polare statunitense Byrd nel corso della sua prima spedizione antartica durante il volo del 28-29 novembre 1929.
La denominazione fu assegnata dallo stesso Byrd in onore del retroammiraglio William A. Moffett,  della U.S. Navy, primo direttore del Bureau of Aeronautics, che fa parte dell'United States Department of the Navy.